# 嘉義市區鐵路高架化計畫
嘉義市區鐵路高架化（英語：-{Elevated Railway Project at
the Urban Area of Chiayi}-）簡稱嘉義鐵路高架化，是由交通部鐵道局所規劃，計畫範圍全長10.9公里（含民雄計畫為19.82公里）。規劃將現有嘉義市區7.9公里的鐵路，改建至高架橋梁上，將現有嘉北車站及嘉義車站改建為高架車站，並復設北回地面車站（原北回歸線站）；目前本計畫已移交交通部鐵道局北部工程處主辦，此計畫已於2017年12月23日動工，預計在2025年12月通車；民雄段則於2019年12月16日獲行政院可行性研究審查通過，預定於2023年進入實質動工，並於2030年完工通車；水上段原有改為大車站平台之倡議，但評估不可行後重新以最新環境要素及開發效益爭取高架化計畫，另大林段鐵路亦有民代提出爭取高架化的呼聲。另值得注意的是，在鐵路高架化計畫中有預留嘉義捷運的設站空間，待後續規劃完成後推行。

## 簡介
2006年7月5日，行政院核定可行性研究報告；但接下來的十年，因嘉義市政府無力負擔龐大的自籌款，使得本計畫遲遲沒有進展。2016年底，時任嘉義市市長涂醒哲以「嘉義市鐵路高架化」為題於民主進步黨中央常務委員會進行專案報告；時任中華民國總統兼民主進步黨主席蔡英文於會後裁示，期盼行政院盡速整合方案，於2017年底前動工。本計畫於2017年3月23日納入前瞻基礎建設計畫之中；9月6日，行政院核定綜合規劃報告。2017年12月23日，先期工程動工，高架軌道預計於2025年12月通車。

### 概況
- 2006年7月5日，行政院核定可行性研究報告。
- 2017年9月6日，行政院核定綜合規劃報告。
- 2017年12月23日，先期臨時軌C602標案工程動工。

### 計畫概要
- 計畫期程：2017年9月至2026年9月[a]。
- 計畫範圍：北起牛稠溪北岸，南至北回站北端，將現有7.9公里的鐵路改建為高架；計畫範圍全長10.9公里（含民雄計畫為19.82公里）。
- 工程內容：

1. 採用預力混凝土結構興建高架橋，梁底至地面淨高至少4.6公尺。
2. 改建嘉北、嘉義、民雄3座現有車站。
3. 新建北回1座平面通勤車站。
4. 上述車站依現有規定分為下列3種車站：
  1. 一等站：嘉義車站改建為2島式1側式月台5股道之高架車站。
  2. 簡易站：嘉北車站改建為1島式月台2股道之高架車站。
  3. 平面通勤車站：北回車站為此類型車站，配置2島式月台4股道之平面車站。
5. 遷移嘉義機務段至北回車站南側，並更名為水上車輛基地。

- 計畫經費：本線段新臺幣334.25億元，民雄段173.48億元，合計507.73億元。

※於嘉義車站與北回車站間增設嘉南車站評估設站中。

※於嘉北車站與民雄車站間增設頭橋車站評估設站中

### 預期效益
- 消除鐵路沿線兩側地區發展之阻礙，均衡都市發展。
- 消除鐵路沿線7處平交道，改善平交道等所造成之交通問題。
- 改善市容景觀、提昇市區環境生活品質。
- 提昇都市土地利用價值，促進經濟發展。
- 利於嘉義捷運及相關工程之興建

## 陸橋拆除、地下道及涵洞回填、平交道取消
- 消除7處平交道
  - 荖藤宅平交道
  - 宏仁女中平交道
  - 木材廠平交道
  - 國華街平交道
  - 劉厝里平交道
  - 鴿溪路平交道
  - 柳林平交道
- 原跨越鐵路的陸橋回復平面道路3處
  - 垂楊大橋（不拆除，高架軌道由上方跨越[12]）
  - 博愛陸橋
  - 北興陸橋（拆除工程與林森西路地下道填平作業合併）
  - 嘉雄陸橋
- 原穿越鐵路的地下道回復平面道路4處
  - 世賢路北段地下道（汽車道不填平，機慢車道填平）
  - 文化路地下道
  - 興業西路地下道
  - 世賢路南段地下道（汽車道不填平，機慢車道填平）

## 歷史

### 2010年以前
- 1998年5月，嘉義市政府完成「嘉義市區鐵路地下化可行性研究報告」。
- 1999年9月，行政院核示依行政院經濟建設委員會意見研議高架化等替代方案及財務計畫，嘉義市政府考量地下化工程所需經費龐大及時空環境變遷等因素，最後建議將鐵路高架化及捷運化；行政院於2006年7月5日核定「嘉義市區鐵路高架化可行性研究報告」。
- 2010年7月26日，行政院環境保護署召開環境影響評估委員會第195次會議，審查環境影響評估報告通過，並於11月26日函復同意備查。

### 2011年
- 2月10日，中華民國交通部將綜合規劃報告報請行政院核定；行政院於8月4日召開協調會議，請交通部會同嘉義市政府委託專業技術顧問辦理土地開發及財務計畫，完成相關研究規劃後依程序陳報審查。
- 12月15日，本計畫依指示成立專案辦公室，並於12月完成「土地開發及財務評估委託服務」案之遴選作業。

### 2012年
- 1月，開始執行，迄今已召開8次工作會議及期初、期中報告審查會議，並於7月11日舉辦「土地開發及財務評估」學者專家研討會。
- 9月19日，顧問公司提送期末報告；鐵工局於11月19日、12月26日召開期末報告審查會議。
- 12月3日，立法院交通委員會視察嘉義地區交通建設。

### 2013年
- 1月15日，顧問公司提送修正報告，並於2月底完成綜合規劃報告。
- 3月8日，鐵工局將綜合規劃報告函送嘉義市政府；依市府於4月30日函復內容，表達市府均派員參與歷次工作會議暨各期報告審查會議，至於配合款部分受限於財政因素，市府無力負擔高額之「工程配合款」，仍需請中央全額補助。
- 8月23日，鐵工局將都市計畫變更書圖草案函送嘉義市政府，市府於12月9日函覆意見；鐵工局於12月27日再行函復，請市府依「鐵路立體化建設及周邊土地開發計畫申請與審查作業要點」及都市計畫程序續辦。

### 2014年
- 2月17日，依「鐵路立體化建設及周邊土地開發計畫申請與審查作業要點」相關規定，鐵工局第二次將綜合規劃報告及建設計畫[b]陳報交通部審查，並於4月15日報請行政院核定；行政院於5月26日下交國發會召開綜合規劃報告及建設計畫[c]審查會議，刻依會議決議事項修正報告書，完竣後依程序陳報審查。
- 9月12日，經依審查意見完成修正，以及鐵工局第三次將綜合規劃報告陳報交通部審查，交通部將綜合規劃報告報請行政院核定；行政院秘書長於10月7日函復鐵工局，請照國發會研商會議之結論辦理，鐵工局則函轉嘉義市政府。
- 11月4日，嘉義市政府函請檢討提高自償率之建議，研提新增方案；鐵工局於12月22日函復市府，亦請確認採行方案、承諾事項等相關文件儘速函復，以及變更都計案送都委會審查等，俾利併同報告書納入計畫附件，完竣後依程序陳報審查。

### 2015年
- 1月20日，嘉義市政府由市長主持專案報告會議指示，市府將參訪外縣市觀摩臺鐵立體化成果，並吸取相關執行經驗，俾利擇定開發方案後繼續推動本計畫。
- 10月14日，嘉義市長涂醒哲暨立委李俊俋拜會交通部，經部長指示由鐵工局邀集臺灣鐵路管理局、嘉義縣市政府協調基地位置後，再循序報核。
- 12月17日，鐵工局召開協商會議，因嘉義縣市政府意見無法整合，建請兩府將彼此意見帶回研議，函復鐵工局據以辦理；市府於2016年1月26日函要求車輛基地仍設於水上，經鐵工局轉縣府確認，惟縣府方面並未函覆。

### 2016年
- 4月1日，嘉義縣政府召開嘉義縣市政府協商會議，並於4月15日函要求基地設於水上及計畫同步進行，但兩府意見仍無共識，仍須持續協商。
- 6月15日、8月17日，嘉義市長涂醒哲暨立法委員李俊俋拜會交通部，後續依協商會議討論方向妥處，並請嘉義市政府思考以非建設手段來推動地方發展。
- 11月30日，民進黨中常委邀請嘉義市長涂醒哲專案報告「嘉義市鐵路高架化」；總統兼民進黨主席蔡英文認為此案延宕多年，要求至少要在2017年底前動工[13][14][15]。
- 12月7日，行政院邀集交通部、國發會、主計總處、嘉義縣市政府及立法委員等，召開本計畫之綜合規劃會議，共同研商相關事宜，後續依協商會議討論方向辦理；行政院副院長林錫耀於會中裁示，嘉義市段鐵路高架化先行，總經費約新臺幣275億元，地方配合款自籌負擔的上限金額約新臺幣44億元，最後核定版由行政院長林全拍板決定[16]。
- 12月17日，鐵工局第四次將綜合規劃報告陳報交通部審查，並於隔年2月21日報請行政院核定；行政院於2017年3月29日下交國發會召開研商會議。

### 2017年
- 3月12日，行政院長林全南下嘉義市，宣布本計畫正式啟動；此外，嘉義市政府原需負擔新臺幣128億元，經多次協商，成功降至新臺幣38.95億元[9][17]。
- 3月23日，行政院宣布本計畫納入前瞻基礎建設計畫之中。
- 4月5日，行政院院臺經字第1060009184號函核定前瞻基礎建設軌道建設納入「嘉義市區鐵路高架化計畫」[18]。
- 4月21日，經依研商意見完成修正，以及鐵工局第五次將綜合規劃報告及審查回應表陳報交通部審查，交通部將綜合規劃報告及審查回應表函送國發會進行審查；行政院於5月10日召開研商會議。
- 5月19日，鐵工局依行政院研商會議之結論赴嘉義市政府召開研商會議；市府於6月15日函復，惟仍未具體承諾同意。
- 6月21日，經依審查意見完成修正，鐵工局第六次將綜合規劃報告陳報交通部審查；交通部於7月5日召開審查會議結論略以，請嘉義市政府依前揭行政院會議指示，與張政務委員及臺鐵局溝通具體結論正式函覆後納入報告書。
- 7月26日，經依審查意見完成修正，以及鐵工局第七次將綜合規劃報告陳報交通部審查，交通部將綜合規劃修正報告報請行政院核定；行政院於9月6日核定本計畫之綜合規劃報告。
- 9月13日，鐵工局公告招標「嘉義市區鐵路高架化計畫工程設計及監造技術服務」之採購案，以自辦採購方式辦理招標；於10月18日開資格標及10月27日召開評選委員會議，並於10月31日決標。
- 10月3日，交通部函復同意本計畫由鐵工局移交高鐵局主辦。
- 11月9日，高鐵局成立嘉義工務所。
- 12月23日，先期工程「C601標 嘉義站北側臨時軌土建工程」動工，主要為施作嘉義車站以北至博愛陸橋附近之臨時軌工程[5][6][7]。

### 2018年
- 1月12日，與臺灣鐵路管理局召開臨時軌定線確認會議。
- 1月19日，依環評法辦理開工前公開說明會。
- 3月20日，赴林務局嘉義林管處研商「嘉義市區鐵路高架化計畫」臨時軌租用阿里山林業村用地相關契約簽訂事宜。
- 3月30日，於臺灣鐵路管理局召開永久軌定線圖審查確認會議。
- 4月13日，完成臨時軌定線圖說簽署。
- 4月19日，於臺灣鐵路管理局召開永久軌定線圖確認會議，完成確認。
- 4月20日，與嘉義市政府完成橋下橫交道路與排水系統協商作業。
- 4月23日，與嘉義市政府完成嘉義站及嘉北站車站範圍確認協商。
- 4月27日至5月7日，辦理路權圖提送、現勘及初審。
- 5月9日，召開委託嘉義市政府代辦地上物查估相關事宜第2次研商會議。
- 5月10日，召開嘉義站及嘉北站第一階段都市計畫變更範圍第3次會議。
- 5月16日，與嘉義縣政府完成北回歸線站區車站出入口用地都計變更範圍確認。
- 5月18日，邀集臺鐵討論營運高架段橋梁結構音量測及臺鐵客貨車車輛外部音量上限值及廠站防音需求檢討。
- 6月9日、7月6日，辦理臨時軌徵用土地及土地改良物公聽會。
- 6月11日，鐵工局與高鐵局合併為交通部鐵道局，轉而由交通部鐵道局北部工程處主辦。
- 6月16日、7月13日，辦理嘉義市國華街以北路段公聽會。
- 6月23日、7月20日，辦理嘉義市國華街以南路段公聽會。
- 6月30日、7月26日，辦理嘉義縣路段暨水上車輛基地公聽會。
- 7月10日，完成永久軌定線圖說簽署。
- 8月，提送基本設計成果。
- 8月10日，提送 「環境影響差異分析工作計畫書 (A 版)」。
- 10月15日，C601標臨時軌鋼橋吊裝作業。
- 10月23日，提送基本設計報告及經費審議報告。
- 11月2日，基本設計核定。
- 11月13日，交通部核定本計畫臨時軌、永久軌(嘉義市路段)路權圖。
- 11月19日，全段臨時軌環境影響差異分析報交通部審查。
- 12月3日，辦理嘉義市區鐵路高架化計畫變更嘉義市都市計畫主要計畫(擬定嘉義市都市計畫細部計畫)書、圖公開展覽。
- 12月4日，臨時軌地上物查估作業委託專業服務案決標，翌日起進行查估作業。
- 12月，辦理法定程序都市計畫變更公開展覽說明會(共兩場)。

### 2019年
- 1月15日，完成臨時軌地上物、農作改良物查估作業。
- 2月23日，交通部鐵道局副局長伍勝園帶領鐵道局、北部工程處、台灣世曦工程顧問公司來訪團隊至嘉義市政府拜會市長黃敏惠及說明鐵路高架化計畫現況。
- 2月26日，臨時軌查估成果清冊完成。
- 3月8日，完成臨時軌地上物協議價購會(共5場) 。
- 3月31日，完成C602標地上物疏導拆遷作業。
- 4月11日，嘉義市議會市政建設考察嘉義市區鐵路高架化計畫。
- 4月12日，C602標博愛陸橋局部改建及跨中央排水臨時軌鋼橋工程決標。
- 4月18日，「嘉義市區鐵路高架化計畫環境影響說明書環境影響差異分析報告(軌道線形及施工順序調整)」專案小組第2次初審會議。
- 8月1日，「嘉義縣市鐵路高架化延伸計畫可行性研究」，民雄段通過。[19]
- 12月13日，總統蔡英文出席民進黨立委參選人陳明文的造勢晚會並表示行政院今天核定民雄鐵路高架化可行性評估。[20]
- 12月16日，C602標博愛陸橋局部改建及跨中央排水臨時軌鋼橋工程竣工。[21]

### 2020年
- 自2020年3月1日起嘉義車站停辦貨運及軍運業務，改為一般通勤車站。
- 2020年6月4日C611標嘉義計畫鐵路高架橋及橋下平面道路工程決標。
- 2020年6月14日C611標嘉義計畫鐵路高架橋及橋下平面道路工程開工。
- 2020年7月8日鐵路高架橋及橋下平面道路工程舉行開工動土典禮[22]。

### 2021年
- 12月21日，C612標嘉北高架車站、嘉義高架車站及北回歸線車站工程標案決標。

### 2022年
- 3月起，C603標4段臨時軌陸續切換，將現有軌區域交付施作C611標高架橋梁。
- 3月5日起，每個工區利用1～2個週六深夜辦理東正線軌道切換工作，預計至5月初完成。另西正線則預計於7～9月進行切換工程，每個區間則是利用1個週六深夜施工，各工區切換完成後陸續交付永久軌高架橋施工。
- 3月31日上午在嘉義火車站前站東側廣場舉辦「C612標嘉北車站、嘉義車站及北回歸線車站動土祈福典禮」。
- 9月17日晚上-9月18日凌晨，牛稠溪橋至宏仁女中平交道段西正線臨時軌切換作業。[23]
- 11月19日晚上-11月20日凌晨，博愛陸橋至嘉義車站段段西正線臨時軌切換作業。[24]

### 2023年

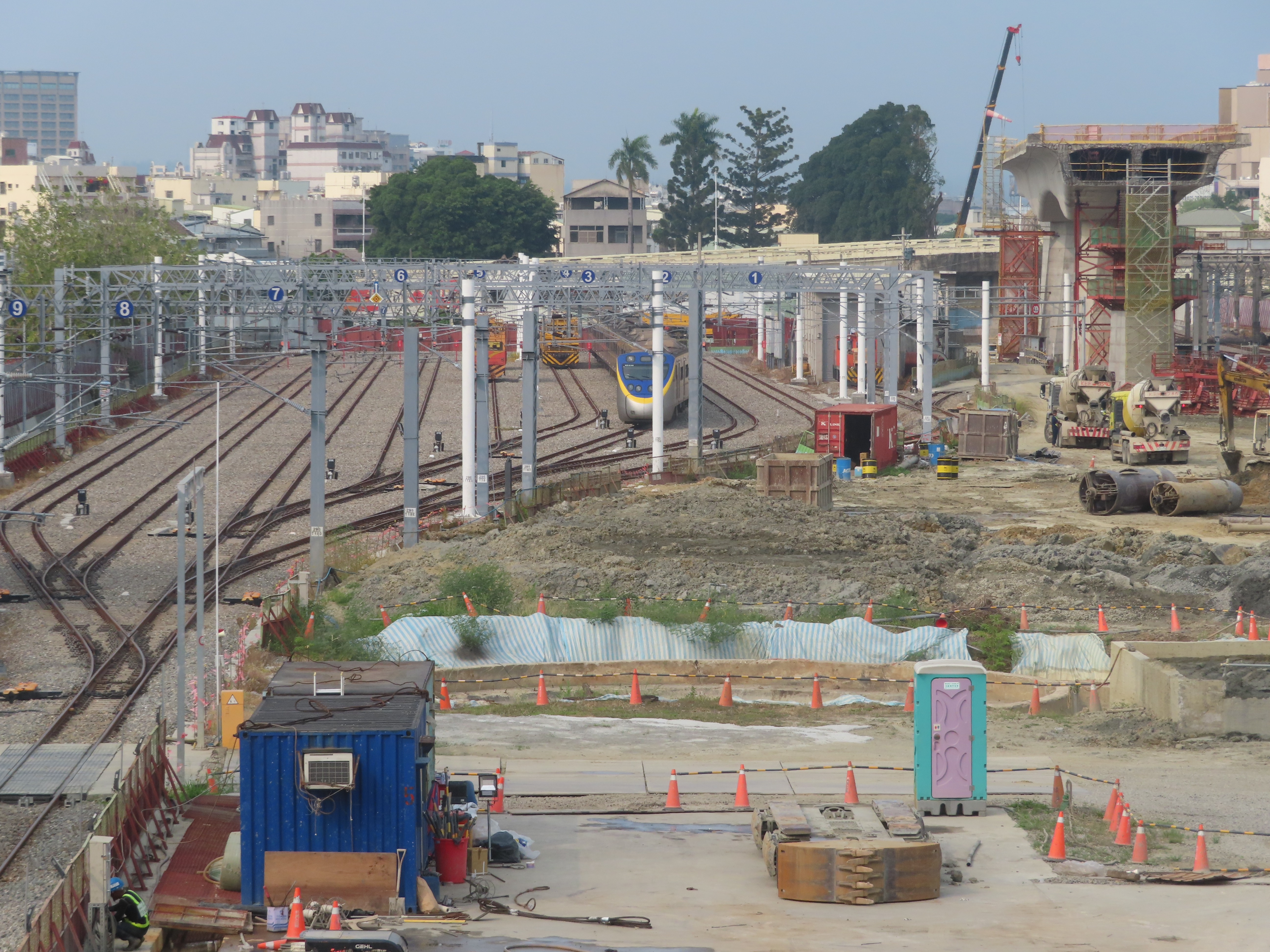
嘉義站內北側配合工程設置的臨時電留線，流動廁所後方即該工程出土的初代轉車台遺構

- 2月18日 C612標於嘉義車站北端里程K296+390~ K296+400處進行管線試掘，挖到疑似鐵路設施遺構；經考據確認為該站初代轉車台遺構。一年後獲嘉義市定古蹟身分原地保留。[26][27]

### 2024年
- 6月7日，「嘉義市區鐵路高架化計畫C613標水上車輛基地工程」辦理決標，由根基營造股份有限公司得標。

### 預定時程
- 2024年，高架橋梁陸續完工。
- 2025年12月，高架軌道通車。
- 2026年9月，平面道路、沿線景觀及車站第二階段範圍完工。
- 2030年9月，民雄段高架化通車。

## 路線與車站
嘉義市區鐵路高架化計畫北起牛稠溪南岸，南至北回站南端，全長10.9公里（含民雄段為19.82公里）。除既有的嘉北車站、嘉義車站、民雄車站改建成高架站外，將增設北回車站，並遷移嘉義機務段至北回車站南側（更名為水上車輛基地）；另亦有於嘉義站與北回站間增設嘉南車站的評估規劃，其模型圖可見於嘉義之心願景館，民雄段鐵路則有黃芳蘭議員提案增設頭橋車站。
| 車站名稱 | 里程    | 站體型式 | 工程內容                                        | 續接/交會路線及備註                                       | 所在地            | 所在地 |
| --- | ------- | -------- | ----------------------------------------------- | --------------------------------------------------------- | ----------------- | ------ |
| 嘉義市區鐵路高架化（含延伸民雄）                                                                               |         |          |                                                 |                                                           |                   |        |
| 高架化工程起點：                                                                                               |         |          |                                                 |                                                           |                   |        |
| 民雄（新建站體）(Minxiong)                                                                                     | 282.5km | 高架     | 車站高架化 四股二島式月台，可提供列車待避       |                                                           | 民雄鄉            | 嘉義縣 |
| 頭橋（規劃中）(Touqiao)                                                                                        | -       | 高架     | 車站高架化 二股二側式月台                       |                                                           | 民雄鄉            | 嘉義縣 |
| 嘉北（新建站體）(Jiabei)                                                                                       | 289.2km | 高架     | 車站高架化 二股一島式月台                       |                                                           | 東區、西區 交界處 | 嘉義市 |
| 嘉義（新建站體）(Chiayi)                                                                                       | 291.8km | 高架     | 車站高架化 五股二島式一岸式月台，可提供列車待避 | 阿里山林業鐵路阿里山線：嘉義 嘉義公車捷運：臺鐵嘉義站後站 | 西區              | 嘉義市 |
| 嘉南/嘉創（規劃中）(Jianan / CIIC) (Chiayi South) (Chiayi Industry Innovation and Research Center / Jiachuang) | -       | 高架     | 車站高架化                                      |                                                           | 西區              | 嘉義市 |
| 北回（復站）(Beihui) (Solar Exploration Center) (Tropic of Cancer)                                             | 296.3km | 平面     | 車站復站 四股二島式月台，可提供列車待避         |                                                           | 水上鄉            | 嘉義縣 |
| 水上車輛基地（規劃中）(Shuishang Marshalling Depot)                                                            | -       | 平面     |                                                 |                                                           | 水上鄉            | 嘉義縣 |
| 高架化工程終點：                                                                                               |         |          |                                                 |                                                           |                   |        |

## 工程進度
| 預定完工時間 | 路線               | 區間               | 預定進度 | 實際進度 | 備註 |
| ------------ | ------------------ | ------------------ | -------- | -------- | ---- |
| 2026年9月    | 嘉義市區鐵路高架化 | 民雄車站－水上車站 | 49.30%   | 49.31%   |      |

截至2025年5月工程進度
| 工程主辦機關           | 標案名稱                                                                  | 施工廠商                                   | 開工日期   | 預計完工日期 | 本月進度 | 備註 |
| ---------------------- | ------------------------------------------------------------------------- | ------------------------------------------ | ---------- | ------------ | -------- | ---- |
| 交通部鐵道局中部工程處 | C603標 嘉義計畫臨時軌軌道及電車線工程                                     | 俊吉營造股份有限公司、展群營造股份有限公司 | 2019/12/31 | 2025/09/15   | 97.96%   |      |
| 交通部鐵道局中部工程處 | S601標 嘉義市區鐵路高架化計畫號誌電子聯鎖系統工程                         | 日商日本信號股份有限公司台北分公司         | 2020/02/10 | 2026/06/30   | 48.29%   |      |
| 交通部鐵道局中部工程處 | S602標 嘉義市區鐵路高架化計畫列車自動防護系統(ATP)設備工程                | 松恒股份有限公司                           | 2020/03/16 | 2027/05/06   | 40.35%   |      |
| 交通部鐵道局中部工程處 | S603標 嘉義市區鐵路高架化計畫中央行車控制裝置(CTC)及列車資訊系統(TID)工程 | 日商日本信號股份有限公司台北分公司         | 2020/03/16 | 2026/06/30   | 27.64%   | -    |
| 交通部鐵道局中部工程處 | C611標 嘉義計畫鐵路高架橋及橋下平面道路工程                               | 根基營造股份有限公司                       | 2020/06/14 | 2027/07/23   | 56.59%   |      |
| 交通部鐵道局中部工程處 | C612標 嘉北高架車站、嘉義高架車站及北回歸線車站工程                       | 根基營造股份有限公司                       | -          | 2028/03/17   | 19.32%   |      |
| 交通部鐵道局中部工程處 | C613標水上車輛基地工程                                                    | 根基營造股份有限公司                       | 2024/06/30 | 2028/04/29   | 13.13%   |      |
| 交通部鐵道局中部工程處 | 嘉義市區鐵路高架化計畫P601標電力系統工程                                  | 合勝電器工程股份有限公司                   | 2023/02/23 | 2026/02/27   | 28.07%   |      |

C601標嘉義站北側臨時軌土建工程及C602標博愛陸橋局部改建及跨中央排水臨時軌鋼橋工程（已完工）。

## 質疑與意見

### 公道一聯絡道路建設計畫
- 質疑：是否因「嘉義市區鐵路高架化計畫」興建完成後，導致公道一的垂楊大橋拆除；在2009市長選舉前，此計畫為嘉義市十大旗艦計畫之一，又是黃敏惠所提出的其中一項政見。涂醒哲提出質疑，垂楊路連接高鐵大道的垂楊大橋與縱貫鐵路高架化，這兩案相互矛盾；「公道一聯絡道路建設計畫」要花新臺幣16.2億元建造，而鐵路高架化後所有高架路橋失去功用，都要拆除，有浪費公帑之疑慮。
- 解釋：在嘉義市政府交通觀光處（今嘉義市政府交通處）上傳的模擬影片中，垂楊大橋的高度並不會超過鐵路高架化計畫之高度，且並非僅穿越鐵路，亦穿越公園、臺一線及普通道路，為連接高鐵嘉義站及嘉義市區之間的重要道路、作為新舊市區縫合的銜接橋梁，有達到市區車流分流、促進鐵路西側的發展之效益。因此「嘉義市區鐵路高架化計畫」與公道一聯絡道路建設計畫並不會互相衝突[35][36]。

### 嘉義車站遷移
- 意見：2016年12月8日，立法委員蔡易餘及水上鄉長劉敬祥等，認為鐵路高架化後恐拆除現有嘉義車站之站體，應將嘉義車站遷往水上鄉靠近縣市交界處，一併帶動縣市發展[37]。
- 結論：嘉義市區鐵路高架化計畫為本案，而水上段高架化計畫則為併案，並且嘉義市區鐵路高架化計畫已到達綜合規劃階段，即將動工；而嘉義縣鐵路高架化計畫則仍處於尚未提出可行性研究報告的初期規劃階段。此外，鐵路高架化興建之「嘉義新站」，站體將整合嘉義市先期交通轉運中心，而「嘉義舊站」亦會保留做為阿里山林業鐵路使用，無嘉義車站應遷移之任何具體根據；故遷移嘉義車站方案的機會幾無其可行性，僅上述提案人的片面說詞。

### 提案凍結預算
國民黨立委曾於2017年初在立法院提案凍結嘉義鐵路高架化預算，引起立委李俊俋強烈抗議。

## 延伸計畫
由嘉義市區鐵路高架化計畫變更為嘉義都會區鐵路高架化計畫(延伸民雄及水上)，計畫總長度增加為24.76公里，為全國僅次於高鐵高架橋第二長的高架鐵路。

### 計畫緣起
- 民雄鄉是嘉義縣最大鄉鎮，與嘉義市北側隔著牛稠溪接壤，第二大鄉鎮水上鄉與嘉義市南端連接，臺鐵貫穿其間，2處市區平交道緊臨車站、市區與臺一線，上下班尖峰時段遇有火車經過時，車輛大排長龍，形成危險路段。多年來地方一再陳情要求改善，卻被排除在高架化路線之外；嘉義縣長張花冠對此憤憤不平，要求中央重視嘉義人的交通安全需求。

### 歷史
- 2012年5月4日，本案經立法委員陳明文招開協商後，鐵工局局長許俊逸和副總工程司羅坤龍在民雄車站向嘉義縣長張花冠簡報工程規劃情形。羅坤龍表示，高架化起點向北延伸至民雄車站，路線增加5公里，經費新臺幣60億元；終點向南延伸至南靖車站，路線增加6.3公里，經費新臺幣76億元。因延伸案已超出原核定的「嘉義市區鐵路高架化」之可行性研究範圍，建請嘉義縣政府先行配合研擬土地開發計畫構想，藉由都市更新及土地開發利益挹注工程經費後，並俟鐵路立體化計畫先期作業審查指標與機制訂頒後，循相關程序規定辦理可行性研究，經報行政院核定後，再併案重新辦理綜合規劃作業[41]。
- 2016年
  - 11月30日，民進黨召開中常會。對於嘉義市鐵路高架化議題，中常委陳明文特別提到，希望嘉義縣鐵路高架化也能一起做，這樣是最好的。黨發言人阮昭雄於會後表示，對於嘉義市鐵路高架化議題，中常會邀請嘉義市長涂醒哲報告。交通部次長王國材表示，交通部對於該工程基本上贊成，也樂觀其成，只是相關細節，包括工程上的技術問題、財務規劃，有賴行政院協調[42]。
  - 12月7日，行政院副院長林錫耀下午在行政院召開「嘉義市區鐵路高架化計畫」之綜合規劃會議，要求嘉義縣政府配合嘉義市鐵路高架化計畫進行修正，重提可行性評估，並要求在2017年3月底前完成審查，讓計畫進入綜合規劃設計程序[16][43]。
  - 12月28日，大林鎮代會於臨時會中全票通過「鐵路高架化延伸至大林」一事；嘉義縣政府表示會協助爭取[44]。嘉義縣長張花冠表示，她已於縣議會臨時會的專案報告表達率先推動水上鄉、民雄鄉高架化路段，同時會再向中央積極爭取延伸至大林段[45]。
- 2017年
  - 1月24日，嘉義縣政府前將「嘉義縣民雄鄉、水上鄉鐵路高架化可行性研究報告」陳報交通部審查；交通部於3月14日召開初審會議[8][46]。
  - 3月23日，行政院宣布「嘉義縣民雄鄉、水上鄉鐵路高架化」之綜合規劃納入前瞻基礎建設計畫之中。
  - 4月5日，行政院院臺經字第1060009184號函核定前瞻基礎建設軌道建設納入「嘉義縣民雄鄉、水上鄉鐵路高架化綜合規劃作業」[47]。
  - 7月27日，嘉義縣政府委託台灣世曦工程顧問公司辦理「嘉義縣市鐵路高架化延伸計畫可行性研究計畫」[48]。
  - 9月，開始執行，迄今已召開3次工作會議，並於11月24日召開期中報告審查會議；隔年2月12日，召開期末報告審查會議[48]。
- 2018年
  - 3月12日，嘉義縣政府將可行性研究報告函送高鐵局[48]。
  - 4月12日，嘉義縣政府第二次將可行性研究報告陳報交通部審查；交通部於4月23日下交高鐵局召開初審會議[48]。
  - 5月9日，經依審查意見完成修正，嘉義縣政府第三次將可行性研究報告陳報交通部審查；交通部於6月19日召開複審會議[48]。
  - 8月20日，經依審查意見完成修正，嘉義縣政府第四次將可行性研究報告陳報交通部審查；交通部於10月1日召開審查會議[49]。
  - 9月4日，交通部長吳宏謀承諾，2020年底完成細部計畫後，民雄及水上高架化計畫儘速發包動工[50]。
  - 11月15日，經依審查意見完成修正，嘉義縣政府第五次將可行性研究報告陳報交通部審查；交通部於12月25日召開審查會議[49]
- 2019年
  - 3月6日，經依審查意見完成修正，嘉義縣政府第六次將可行性研究報告陳報交通部審查；交通部於3月27日召開審查會議[49]
  - 5月6日，交通部長林佳龍允諾核定，嘉義鐵路高架化延伸民雄鄉及水上鄉計畫，林佳龍：最慢11月底前核定[51]。
  - 8月1日，嘉義縣市鐵路高架化延伸計畫可行性研究，民雄段通過。[19]
  - 12月13日，總統蔡英文出席民進黨立委參選人陳明文的造勢晚會並表示行政院今天核定民雄鐵路高架化可行性評估。[20]
- 2020年
  - 交通部鐵道局於11月30日同意備查環評期中報告。
- 2021年
  - 鐵道局於3月19日辦理綜合規劃期中報告審查會議；預計將於年底前將環境影響評估說明書及綜合規劃報告提送交通部審查。
- 2022年
  - 5月12日，環境影響評估說明書行政院環境保護署審查通過。
  - 6月2日，綜合規劃修正報告提報交通部審查，待交通部安排審查會議。
- 2023年
  - 5月24日，行政院正式核定綜合規劃。
  - 12月22日，民雄鐵路高架化動工。

### 預定時程與進度
| 路線\進度                                        | 可行性研究 | 可行性研究 | 可行性研究     | 可行性研究     | 可行性研究     | 綜合規劃 | 綜合規劃 | 綜合規劃       | 綜合規劃       | 綜合規劃       | 綜合規劃       | 設計        | 設計        | 招標  | 招標  | 執行  | 執行  | 執行     | 執行  | 預 計 完 工 | 備註 \| █ 已完成或核定 █ 進行中 █ 預定啟動 \| |
| 路線\進度                                        | 啟 動      | 送 審      | 交 通 部 核 定 | 國 發 會 核 定 | 行 政 院 核 定 | 啟 動    | 環 評    | 環 境 部 核 定 | 交 通 部 核 定 | 國 發 會 核 定 | 行 政 院 核 定 | 設 計 完 成 | 審 議 完 成 | 公 示 | 決 標 | 施 工 | 完 工 | 試 營 運 | 履 勘 | 預 計 完 工 | 備註 \| █ 已完成或核定 █ 進行中 █ 預定啟動 \| |
| ------------------------------------------------ | ---------- | ---------- | -------------- | -------------- | -------------- | -------- | -------- | -------------- | -------------- | -------------- | -------------- | ----------- | ----------- | ----- | ----- | ----- | ----- | -------- | ----- | ----------- | --------------------------------------------- |
| 嘉義市區鐵路高架化計畫                           |            |            |                |                |                |          |          |                |                |                |                |             |             |       |       |       |       |          |       |             |                                               |
| 嘉義縣市鐵路高架化延伸計畫（民雄段）             |            |            |                |                |                |          |          |                |                |                |                |             |             |       |       |       |       |          |       |             |                                               |
| 嘉義縣市鐵路高架化延伸計畫（民雄段）增設頭橋車站 |            |            |                |                |                |          |          |                |                |                |                |             |             |       |       |       |       |          |       |             |                                               |
| 嘉義縣市鐵路高架化延伸計畫（水上段）             |            |            |                |                |                |          |          |                |                |                |                |             |             |       |       |       |       |          |       |             |                                               |
| █ 已完成或核定 █ 進行中 █ 預定啟動               |            |            |                |                |                |          |          |                |                |                |                |             |             |       |       |       |       |          |       |             |                                               |

## 外部連結
- 交通部鐵道局（页面存档备份，存于）
- 嘉義市鐵路高架化計畫專區（页面存档备份，存于）